# Audison
Audison è uno dei marchi italiani dell'azienda Elettromedia, produttrice di prodotti audio. Audison attualmente produce: amplificatori, altoparlanti e processori audio digitali per auto.

## Storia
La società è stata fondata nel 1979, ma il nome Audison (nato dalle parole latine audio e sonus) è stato registrato solo nel 1984 e passato all'Elettromedia nel 1987. Proprio nel 1984 Audison realizza il primo amplificatore: l'HP 110, il primo amplificatore al mondo con sensibilità d'ingresso regolabile che permette un perfetto interfacciamento con ogni sorgente.  Nel 1987 presenta la serie Audison Cable, la prima linea di cavi e accessori di connessione di elevata qualità prodotta in Europa.
Nel 1988 lancia la produzione industriale della nuova linea SR, rimasta sul mercato fino al 1994.
Nel 1990, con LR 3040 introduce l'utilizzo di speciali molle per il fissaggio dei transistor di potenza al dissipatore, aumentando affidabilità e una rapidità di assemblaggio. In seguito, con la linea SRx, questa tecnologia è stata ulteriormente migliorata permettendo il montaggio di un amplificatore in meno di 50 secondi.

Nel 1992 al CES di Las Vegas, Audison presenta l'HR 100, definito dagli opinion leader di tutto il mondo 
(Paolo Bocache)
. Nello stesso anno, presenta il modello LR 3081 Sub, primo amplificatore mono al mondo progettato esclusivamente per il pilotaggio di subwoofer.
A.B.S. Audison Balanced System, la connessione bilanciata pin-rca compatibile, nasce nel 1994 per risolvere i problemi di “rumorosità” dei circuiti delle automobili moderne. Nello stesso anno, Audison presenta l'HV Sedici, il primo amplificatore dotato di connessioni A.B.S., capostipite della linea Thesis. Nel 1995, Audison crea HV Trenta, amplificatore con finali a transistor bipolari, e l'anno successivo, l'HRV Trenta, stessa base circuitale dell'HV Trenta ma con finali a transistor Mosfet.
Nel 1998, con gli amplificatori VRx introduce la tecnologia “Open Deck", con cui ogni amplificatore è dotato di numerosi slot in grado di accogliere moduli aggiuntivi opzionali che permettono qualunque tipo di personalizzazione; ogni installatore ha la massima libertà di esprimere al meglio la propria idea di sistema car audio.
Nel 2004 viene messo in commercio l'HV Venti Thesis,amplificatore premiato come prodotto dell'anno EISA 2004/2005 e dell'Innovations al CES 2005 di Las Vegas.
Nel 2005 come evoluzione della linea Audison Cable, viene lanciato il programma Connection Audison: una gamma di prodotti per l'installazione car audio di assoluta qualità e design futuristico.
Nel 2008 Audison debutta nel mondo degli altoparlanti per automobile con la linea Thesis.
Nel 2009 presenta Bit One, un processore digitale multifunzione in grado di interfacciarsi con qualsiasi sorgente digitale e analogica, per trasformare qualsiasi sistema in un impianto ad altissime prestazioni.
Nel 2011 Audison introduce il sistema Full Digital Audio (Full DA) che DA prevede un'unica conversione del segnale da digitale ad analogico, tramite convertitori A/D di elevata qualità; inoltre permette il trasferimento di musica ad alta risoluzione 24bit/96 kHz o 24bit/192 kHz.

## Premi internazionali
Questi i premi più importanti:
EISA Awards
- 2003-2004 Audison SRx 3, nella categoria "Mobile Amplifier"
- 2004-2005 Audison Thesis HV venti, nella categoria "Mobile Amplifier"
- 2006-2007 Audison LRx 6.9, nella categoria "European Mobile Amplifier"
- 2008-2009 Audison Thesis TH K3 orchestra, nella categoria "In-Car Speaker System"
- 2008-2009 Audison Thesis TH due, nella categoria "In-Car Amplifier"
- 2009-2010 Audison Bit One, nella categoria "In-Car Integration"
- 2010-2011 Audison Voce AV K6, nella categoria "In-Car Speaker System"
- 2011-2012 Audison Voce AV 5.1k, nella categoria "In-Car Amplifier"
- 2012-2013 Audison Voce AV 10 subwoofer, nella categoria "In-Car Subwoofer"

CES Innovations Awards
- 2005, Audison Thesis HV venti amplifier
- 2006, Audison LRx 6.9, amplifier
- 2009, Audison TH Quattroamplifier

## Altri fatti e cifre rilevanti
- I prodotti Audison sono venduti in tutti i 5 continenti, in oltre 50 paesi
- Nel 1995, Audison ha un ruolo di pioniere nel determinare le differenze d'ascolto tra l'uso di transistor Mosfet e bipolari. Inaugura un progetto di ricerca da cui nascono due amplificatori, HV Trenta e HRV Trenta, con la stessa base circuitale ma differenti per i transistor utilizzati. Lo studio di queste due tecnologie coinvolge alcuni tra i più affermati esperti di car audio al mondo, provenienti dal Giappone, dalla Germania e dall'Italia, che si danno appuntamento nel teatro settecentesco "Bruno Mugellini" di Potenza Picena formando un gruppo d'ascolto.
- Dal 2005, Audison è stato inserito nell'Albo dei Laboratori accreditati al MIUR (Ministero dell'Istruzione, Università e Ricerca).